# Кубок IBU 2011/2012
Кубок IBU по биатлону сезона 2011—2012 — серия международных соревнований по биатлону, состоящая из 8 этапов, которая началась 26 ноября 2011 года в шведском Эстерсунде, а завершилась 11 марта 2012 года в немецком Альтенберге.

## Календарь соревнований
В зачёт Кубка IBU идут результаты 8 этапов.
| Место          | Дата          | Спр | Пр | Инд | Эст | См |
| -------------- | ------------- | --- | -- | --- | --- | -- |
| Эстерсунд      | 25—27 ноября  | ● ● |    |     |     |    |
| Валь-Риданна   | 9—11 декабря  | ●   |    | ●   |     |    |
| Обертиллиах    | 13—17 декабря | ●   | ●  |     |     | ●  |
| Форни-Авольтри | 6—8 января    | ●   |    | ●   |     |    |
| От-Морьенн     | 10—14 января  | ●   | ●  |     | ●   |    |
| Канмор         | 10—12 февраля | ● ● |    |     |     |    |
| Канмор         | 15—16 февраля | ●   |    | ●   |     |    |
| Альтенберг     | 8—11 марта    | ●   | ●  | ●   |     |    |

## Зачёт призовых мест
Распределение призовых мест, завоёванных представителями разных стран, с учётом смешанной эстафеты.
| Страна   | м/ж     |    |   |    |
| -------- | ------- | -- | - | -- |
| Россия   | всего   | 15 | 8 | 4  |
| Россия   | мужчины | 3  | 5 | 2  |
| Россия   | женщины | 11 | 3 | 2  |
| Франция  | всего   | 4  | 0 | 4  |
| Франция  | мужчины | 2  | 0 | 1  |
| Франция  | женщины | 2  | 0 | 3  |
| Германия | всего   | 3  | 9 | 10 |
| Германия | мужчины | 2  | 2 | 6  |
| Германия | женщины | 1  | 7 | 4  |
| Норвегия | всего   | 3  | 4 | 5  |
| Норвегия | мужчины | 3  | 3 | 5  |
| Норвегия | женщины | 0  | 0 | 0  |
| Канада   | всего   | 3  | 0 | 3  |
| Канада   | мужчины | 3  | 0 | 1  |
| Канада   | женщины | 0  | 0 | 2  |

| Страна    | м/ж     |   |   |   |
| --------- | ------- | - | - | - |
| Италия    | всего   | 1 | 1 | 1 |
| Италия    | мужчины | 1 | 1 | 0 |
| Италия    | женщины | 0 | 0 | 0 |
| Финляндия | всего   | 1 | 0 | 0 |
| Финляндия | мужчины | 0 | 0 | 0 |
| Финляндия | женщины | 1 | 0 | 0 |
| Словения  | всего   | 1 | 0 | 0 |
| Словения  | мужчины | 1 | 0 | 0 |
| Словения  | женщины | 0 | 0 | 0 |
| Польша    | всего   | 0 | 2 | 3 |
| Польша    | мужчины | 0 | 0 | 0 |
| Польша    | женщины | 0 | 2 | 3 |
| Украина   | всего   | 0 | 2 | 0 |
| Украина   | мужчины | 0 | 1 | 0 |
| Украина   | женщины | 0 | 1 | 0 |

| Страна    | м/ж     |   |   |   |
| --------- | ------- | - | - | - |
| Австрия   | всего   | 0 | 2 | 0 |
| Австрия   | мужчины | 0 | 2 | 0 |
| Австрия   | женщины | 0 | 0 | 0 |
| Казахстан | всего   | 0 | 1 | 0 |
| Казахстан | мужчины | 0 | 1 | 0 |
| Казахстан | женщины | 0 | 0 | 0 |
| Румыния   | всего   | 0 | 1 | 0 |
| Румыния   | мужчины | 0 | 0 | 0 |
| Румыния   | женщины | 0 | 1 | 0 |
| США       | всего   | 0 | 1 | 0 |
| США       | мужчины | 0 | 0 | 0 |
| США       | женщины | 0 | 1 | 0 |
| Швейцария | всего   | 0 | 0 | 1 |
| Швейцария | мужчины | 0 | 0 | 0 |
| Швейцария | женщины | 0 | 0 | 1 |

## Результаты соревнований

### 1-й этап —Эстерсунд(25—27 ноября 2011 года)
| Гонка                                                                     | Женщины | Мужчины |
| ------------------------------------------------------------------------- | --- | --- |
| Спринт 1. 26 ноября 2011 Женщины: 7,5 км 2. 26 ноября 2011 Мужчины: 10 км | 1. Мари-Лор Брюне 20:10.2 (1) 2. Кристина Палка +43.3 (2) 3. Мари Дорен-Абер +50.8 (2) 4. Элиза Ринген 5. Магдалена Гвиздон 6. Надежда Скардино Финишный протокол | 1. Дмитрий Малышко 26:36.1 (1) 2. Александр Трифонов +29.7 (0) 3. Бенедикт Долль +41.5 (2) 4. Лоис Абер 5. Мартин Энг 6. Олег Колодийчук Финишный протокол |
| Спринт 1. 27 ноября 2011 Женщины: 7,5 км 2. 27 ноября 2011 Мужчины: 10 км | 1. Кайса Мякяряйнен 25:23.0 (3) 2. Ева Тофалви +29.7 (1) 3. Селина Гаспарин +45.3 (1) 4. Кадри Лехтла 5. Андреа Хенкель 6. Мириам Берингер Финишный протокол      | 1. Яков Фак 27:40.4 (1) 2. Тимофей Лапшин +15.8 (0) 3. Ларс Хельге Биркеланн +17.8 (0) 4. Клемен Бауэр 5. Алексис Бёф 6. Руне Братсвен Финишный протокол   |

### 2-й этап —Валь-Риданна(9—11 декабря 2011 года)
| Гонка                                                                                    | Женщины | Мужчины |
| ---------------------------------------------------------------------------------------- | --- | --- |
| Индивидуальная гонка 1. 10 декабря 2011 Женщины: 15 км 2. 10 декабря 2011 Мужчины: 20 км | 1. Анастасия Загоруйко 48:08.4 (0) 2. Паулина Бобак +20.1 (0) 3. Екатерина Глазырина +56.9 (1) 4. Екатерина Шумилова 5. Жакмин Бо 6. Юлия Джима Финишный протокол               | 1. Жан Гийом Беатрикс 50:36.8 (2) 2. Алексей Волков +20.2 (2) 3. Сергей Клячин +26.6 (1) 4. Артём Прима 5. Кирилл Щербаков 6. Ян Улав Йормуннсхёуг Финишный протокол |
| Спринт 1. 11 декабря 2011 Женщины: 7,5 км 2. 11 декабря 2011 Мужчины: 10 км              | 1. Сабрина Бухгольц 23:27.8 (1) 2. Екатерина Шумилова +8.12 (1) 3. Надин Хорхлер +13.7 (1) 4. Анастасия Загоруйко 5. Екатерина Глазырина 6. Марен Хаммершмидт Финишный протокол | 1. Маттиа Кола 25:05.3 (0) 2. Фруде Андресен +24.1 (2) 3. Мартин Энг +25.8 (1) 4. Эрик Лессер 5. Сергей Клячин 6. Виктор Васильев Финишный протокол                  |

### 3-й этап —Обертиллиах(13—17 декабря 2011 года)
| Гонка                                                                                     | Женщины | Мужчины |
| ----------------------------------------------------------------------------------------- | --- | --- |
| Смешанная эстафета 1. 14 декабря 2011 2х6 + 2х7,5 км                                      | 1. Россия 1:14.47,9 (3+6) (Загоруйко, Шумилова, Клячин, Васильев) 2. Норвегия +25.7 (0+6) (Хов, Эйе, Йормуннсхёуг, Л’Абе-Лунд) 3. Италия +26.9 (0+11) (Фьяндино, Санфилиппо, Виллермоз, Дутто) Финишный протокол | 1. Россия 1:14.47,9 (3+6) (Загоруйко, Шумилова, Клячин, Васильев) 2. Норвегия +25.7 (0+6) (Хов, Эйе, Йормуннсхёуг, Л’Абе-Лунд) 3. Италия +26.9 (0+11) (Фьяндино, Санфилиппо, Виллермоз, Дутто) Финишный протокол |
| Спринт 1. 16 декабря 2011 Женщины: 7,5 км 2. 16 декабря 2011 Мужчины: 10 км               | 1. Екатерина Глазырина 20:30.8 (0) 2. Юлия Джима +9.6 (0) 3. Сабрина Бухгольц +14.0 (1) 4. Екатерина Шумилова 5. Роберта Фьяндино 6. Моника Хойниш Финишный протокол                                             | 1. Евгений Гараничев 24:09.7 (1) 2. Даниель Бём +1.7 (0) 3. Натан Смит +8.4 (0) 4. Скотт Гоу 5. Йоханнес Кюн 6. Рене-Лоран Виллермо Финишный протокол                                                            |
| Гонка преследования 1. 17 декабря 2011 Женщины: 10 км 2. 17 декабря 2011 Мужчины: 12,5 км | 1. Екатерина Глазырина 32:47.6 (0) 2. Екатерина Шумилова +31.3 (2) 3. Моника Хойниш +1:30.1 (2) 4. Евгения Седова 5. Штефани Хильдебранд 6. Яна Романова Финишный протокол                                       | 1. Евгений Гараничев 37:48.8 (4) 2. Даниель Бём +19.2 (2) 3. Хенрик Л'Абе-Лунн +34.9 (1) 4. Ян Улав Ермуннсхёуг 5. Даниель Граф 6. Ханс Мартин Едрем Финишный протокол                                           |

### 4-й этап —Форни-Авольтри(6—8 января 2012 года)
| Гонка                                                                                | Женщины | Мужчины |
| ------------------------------------------------------------------------------------ | --- | --- |
| Индивидуальная гонка 1. 7 января 2012 Женщины: 15 км 2. 7 января 2012 Мужчины: 20 км | 1. Жакмин Бо 45:56.2 (0) 2. Марен Хаммершмидт +21.4 (1) 3. Паулина Бобак +1:42.1 (2) 4. Лор Боск 5. Катя Халлер 6. Биргитта Рёксунн Финишный протокол     | 1. Эрик Лессер 53:24.1 (0) 2. Ларс Хельге Биркеланн +1:13.9 (1) 3. Даниель Граф +1:45.9 (1) 4. Максим Буртасов 5. Тобиас Эберхард 6. Натан Смит Финишный протокол |
| Спринт 1. 8 января 2012 Женщины: 7,5 км 2. 8 января 2012 Мужчины: 10 км              | 1. Анна Булыгина 23:33.5 (0) 2. Надин Хорхлер +56.2 (0) 3. Марина Коровина +1:08.1 (2) 4. Агнешка Цыль 5. Элин Маттссон 6. Яна Романова Финишный протокол | 1. Эрик Лессер 26:24.8 (1) 2. Фруде Андресен +9.8 (2) 3. Бенедикт Долль +15.9 (2) 4. Максим Буртасов 5. Тобиас Эберхард 6. Натан Смит Финишный протокол           |

### 5-й этап —От-Морьенн(10—14 января 2012 года)
| Гонка                                                                                   | Женщины | Мужчины |
| --------------------------------------------------------------------------------------- | --- | --- |
| Эстафета 1. 11 января 2012 Женщины: 4х6 км 2. 11 января 2012 Мужчины: 4х7,5 км          | 1. Россия 1:12:54.3 (0+10) (Романова, Коровина, Сорокина, Булыгина) 2. Германия +0.1 (0+6) (Ш.Хильдебранд, М.Хаммершмидт, Дёлль, Н.Хорхлер) 3. Франция +2:44.7 (0+4) (Боск, Лаззаротто, Бретон, Шевалье) Финишный протокол | 1. Норвегия 1:14:58.8 (1+13) (Коккин, Йормуннсхёуг, Андресен, Биркеланн) 2. Украина +14.6 (0+9) (Возняк, Колос, Кильчицкий, Р.Прима) 3. Германия +39.5 (3+8) (Бекелер, Долль, Бишль, Д.Граф) Финишный протокол |
| Спринт 1. 13 января 2012 Женщины: 7,5 км 2. 13 января 2012 Мужчины: 10 км               | 1. Марина Коровина 21:02.3 (1) 2. Яна Романова +6.5 (0) 3. Надин Хорхлер +18.3 (0) 4. Наталья Сорокина 5. Тириль Экхофф 6. Марен Хаммершмидт Финишный протокол                                                             | 1. Ронни Хафсас 26:03.6 (2) 2. Рене-Лоран Виллермо +6.3 (1) 3. Ларс Хельге Биркеланн +6.7 (1) 4. Сергей Корастылев 5. Алексей Трусов 6. Фруде Андресен Финишный протокол                                       |
| Гонка преследования 1. 14 января 2012 Женщины: 10 км 2. 14 января 2012 Мужчины: 12,5 км | 1. Яна Романова 32:17.2 (3) 2. Надин Хорхлер +28.7 (2) 3. Агнешка Цыль +41.8 (2) 4. Марен Хаммершмидт 5. Николь Гонтье 6. Паулина Бобак Финишный протокол                                                                  | 1. Ларс Хельге Биркеланн 32:36.1 (3) 2. Максим Буртасов +7.3 (1) 3. Даниэль Граф +9.2 (3) 4. Флоран Клод 5. Бенедикт Долль 6. Роман Прима Финишный протокол                                                    |

### 6-й этап —Канмор(10—12 февраля 2012 года)
| Гонка                                                                       | Женщины | Мужчины |
| --------------------------------------------------------------------------- | --- | --- |
| Спринт 1. 11 февраля 2012 Женщины: 7,5 км 2. 11 февраля 2012 Мужчины: 10 км | 1. Марина Коровина 21:04.7 (0) 2. Каролин Хеннекке +2.5 (0) 3. Юлиана Дёлль +9.1 (0) 4. Ирина Трусова 5. Дарья Виролайнен 6. Клер Бретон Финишный протокол      | 1. Натан Смит 26:13.4 (1) 2. Сергей Клячин +5.0 (1) 3. Мартин Энг +6.6 (1) 4. Фридрих Пинтер 5. Михаэль Райтер 6. Александр Жирный Финишный протокол  |
| Спринт 1. 12 февраля 2012 Женщины: 7,5 км 2. 12 февраля 2012 Мужчины: 10 км | 1. Марина Коровина 21:40.3 (1) 2. Марен Хаммершмидт +15.1 (0) 3. Йолен Одду +16.4 (1) =4. Лэнни Барнс =4. Меган Хейнике 6. Александра Аликина Финишный протокол | 1. Натан Смит 25:33.4 (0) 2. Фридрих Пинтер +41.4 (1) 3. Бенедикт Долль +42.9 (3) 4. Мартин Энг 5. Максим Буртасов 6. Клаудио Бёкли Финишный протокол |

### 7-й этап —Канмор(14—16 февраля 2012 года)
| Гонка                                                                                    | Женщины | Мужчины |
| ---------------------------------------------------------------------------------------- | --- | --- |
| Индивидуальная гонка 1. 15 февраля 2012 Женщины: 15 км 2. 15 февраля 2012 Мужчины: 20 км | 1. Марина Коровина 44:42.6 (2) 2. Лэнни Барнс +8.2 (1) 3. Меган Хейнике +17.9 (1) 4. Мелани Шултс 5. Юлиана Дёлль 6. Каролин Хеннекке Финишный протокол       | 1. Людвиг Эрхарт 54:28.6 (1) 2. Максим Буртасов +45.2 (2) 3. Реми Боржо +1:21.0 (3) 4. Бернхард Ляйтингер 5. Ян Гигонне 6. Мартин Богданов Финишный протокол |
| Спринт 1. 16 февраля 2012 Женщины: 7,5 км 2. 16 февраля 2012 Мужчины: 10 км              | 1. Александра Аликина 21:23.4 (0) 2. Юлиана Дёлль +21.0 (1) 3. Лор Боск +27.3 (0) 4. Марен Хаммершмидт 5. Ирина Трусова 6. Розанна Кроуфорд Финишный протокол | 1. Натан Смит 26:13.1 (1) 2. Фридрих Пинтер +4.0 (0) 3. Сергей Клячин +7.1 (0) 4. Мартин Энг 5. Марк-Андре Бедар 6. Вегар Бергли Финишный протокол           |

### 8-й этап —Альтенберг(7—11 марта 2012 года)
| Гонка                                                                                 | Женщины | Мужчины |
| ------------------------------------------------------------------------------------- | --- | --- |
| Индивидуальная гонка 1. 8 марта 2012 Женщины: 15 км 2. 8 марта 2012 Мужчины: 20 км    | 1. Ана Скрове Носсум 52:40.6 (3) 2. Марина Коровина +17.6 (4) 3. Штефани Хильдебранд +24.9 (3) 4. Тириль Экхофф 5. Екатерина Шумилова 6. Клер Бретон Финишный протокол | 1. Сергей Клячин 53:56.7 (1) 2. Эрик Лессер +52.2 (3) 3. Мартин Энг +1:11.4 (2) 4. Александр Логинов 5. Людвиг Эрхарт 6. Александр Печенкин Финишный протокол           |
| Спринт 1. 10 марта 2012 Женщины: 7,5 км 2. 10 марта 2012 Мужчины: 10 км               | 1. Юлиана Дёлль 21:02.0 (0) 3. Тириль Экхофф +47.3 (2) 2. Марина Коровина +55.2 (1) 4. Валентина Назарова 5. Юри Мёркве 6. Ана Скрове Носсум Финишный протокол         | 1. Эрленн Бьёнтегор 25:57.3 (0) 2. Александр Логинов +1.4 (0) 3. Бернхард Ляйтингер +15.6 (1) 4. Максим Буртасов 5. Хенрик Л'Абе-Лунн 6. Симон Дестьё Финишный протокол |
| Гонка преследования 1. 11 марта 2012 Женщины: 10 км 2. 11 марта 2012 Мужчины: 12,5 км | 1. Марина Коровина 34:04.6 (5) 3. Тириль Экхофф +6.0 (6) 2. Валентина Назарова +14.9 (6) 4. Екатерина Шумилова 5. Юлиана Дёлль 6. Ана Скрове Носсум Финишный протокол  | 1. Эрик Лессер 36:06.6 (4) 2. Александр Логинов +47.2 (4) 3. Бернхард Ляйтингер +1:07.4 (4) 4. Хенрик Л'Абе-Лунн 5. Иван Черезов 6. Симон Дестьё Финишный протокол      |